# Consorzio vini tipici di San Marino
Il Consorzio Vini Tipici di San Marino è un’organizzazione che ha come obiettivo la tutela, la promozione e la valorizzazione del patrimonio vitivinicolo della Repubblica di San Marino. Fondato nel 1979, il Consorzio raggruppa un numero significativo di viticoltori locali, con l'intento di coordinare la produzione e la commercializzazione dei vini tipici della regione. Il Consorzio si impegna a garantire la qualità dei suoi prodotti attraverso un sistema di certificazione dell'origine, che assicura il rispetto delle normative locali e internazionali sulla produzione vinicola .
Il Consorzio svolge attività di supporto ai produttori attraverso una serie di iniziative che spaziano dalla promozione sul mercato nazionale e internazionale alla valorizzazione delle tradizioni locali legate alla viticoltura. Le vigne dei soci si trovano in diverse zone della Repubblica di San Marino, terreni particolarmente adatti alla coltivazione di uve che danno vita a vini distintivi, legati strettamente al territorio .
Il Consorzio si distingue per il suo impegno nel mantenere un equilibrio tra tradizione e innovazione, utilizzando tecniche moderne per migliorare la qualità del prodotto e rispondere alle richieste del mercato. I soci partecipano attivamente a tutte le fasi della produzione, dall'uva alla bottiglia, assicurando che ogni fase rispetti gli elevati standard qualitativi .
Oltre alla produzione e alla commercializzazione, il Consorzio Vini Tipici di San Marino si occupa anche di attività culturali e didattiche, contribuendo alla diffusione della conoscenza dei vini sammarinesi, attraverso eventi e degustazioni.